# Ponoka County
Das Ponoka County ist einer der 63 „municipal districts“ in Alberta, Kanada. Der Verwaltungsbezirk gehört zur Census Division 8 und ist Teil der Region Zentral-Alberta. Der Bezirk als solches wurde, durch die Zusammenlegung von anderen Verwaltungsbezirken bzw. von Teilen von anderen Verwaltungsbezirken, zum 1. Januar 1944 eingerichtet (incorporated als „Municipal District of Ponoka No. 428“) und zuletzt im Jahr 1999 umbenannt. Er hat seinen Verwaltungssitz in der Kleinstadt Ponoka. Der Name des Verwaltungsbezirks geht dabei auf den Namen der Gemeinde Ponoka zurück, welcher sich wiederum von dem Wort für die Wapiti in der Sprache der Blackfoot ableitet.
Der Verwaltungsbezirk ist für die kommunale Selbstverwaltung in den ländlichen Gebieten sowie den nicht rechtsfähigen Gemeinden, wie Dörfern und Weilern und Ähnlichem, zuständig. Für die Verwaltung der Kleinstädte in seinen Gebietsgrenzen ist er nicht zuständig.

## Lage
Der „Municipal District“ liegt im Zentrum der kanadischen Provinz Alberta, etwa 100 Kilometer südlich von Edmonton bzw. 200 Kilometer nördlich von Calgary. Der Bezirk vom Battle River sowie den Blindman River durchflossen und grenzt im Süden an den Gull Lake. Im Nordosten grenzt der Bezirk unter anderem an den Red Deer Lake. Im Bezirk befindet sich keiner der Provincial Parks in Alberta.
Die Hauptverkehrsachsen des Bezirks sind der in Nord-Süd-Richtung verlaufende Alberta Highway 2 sowie der in Ost-West-Richtung verlaufenden Alberta Highway 53. Durch die Lage am Highway 2 verläuft auch der CANAMEX Corridor durch den Bezirk. Außerdem durchqueren zwei Strecken der Canadian National Railway den Bezirk.
Im Nordosten des Bezirks befinden sich mehrere Reservate (Samson Indian Reserve No. 137 und Montana Indian Reserve No. 139, sowie Bezirksübergreifend Ermineskin Indian Reserve No. 138) verschiedener Völker der First Nations, hier Gruppen der Plains Cree. Laut dem „Census 2016“ leben im 128,14 km² großen Samson Indian Reserve No. 137-Reservat 3373 Menschen, im 28,10 km² großen Montana Indian Reserve No. 139-Reservat 630 Menschen und im insgesamt 104,46 km² großen Ermineskin Indian Reserve No. 138-Reservat 2457 Menschen.
|                   | County of Wetaskiwin No. 10                 |                |
| Clearwater County | Kompassrose, die auf Nachbargemeinden zeigt | Camrose County |
|                   | Lacombe County                              |                |

## Bevölkerung
| Jahr | Erhebung          | Einwohner | Änderung | Fläche (km²) | Bev.-dichte (EW/km²) |
| ---- | ----------------- | --------- | -------- | ------------ | -------------------- |
| 2016 | Volkszählung 2016 | 9806      | + 10,7 % | 2814,26      | 3,5                  |
| 2011 | Volkszählung 2011 | 8856      | + 2,5 %  | 2807,94      | 3,2                  |

## Gemeinden und Ortschaften
Folgende Gemeinden liegen innerhalb der Grenzen des Verwaltungsbezirks:
- Stadt (City): keine
- Kleinstadt (Town): Ponoka
- Dorf (Village): Rimbey
- Weiler (Hamlet): Bluffton, Hoadley, Leedale, Maskwacis

Außerdem bestehen noch weitere, noch kleinere Ansiedlungen und Einzelgehöfte. Weiterhin liegt im Bezirk auch ein Sommerdorf („Summer Village of Parkland Beach“).